# Tirana
Tirana (alb. Tiranë lub Tirana) – stolica i największe miasto Albanii położone nad 3 rzekami: Lanë, Tiranë i Tërkuzë. Jest to największy ośrodek przemysłowy i centrum kulturalne kraju.
W mieście znajduje się 7 szkół wyższych, z których najważniejszą jest założony w 1957 Uniwersytet Tirański. Głównym zabytkiem miasta jest meczet Ethema Beja z XVIII wieku. Znajdują się tu także Teatr Narodowy oraz Teatr Opery i Baletu. 17 km na północny zachód położony jest port lotniczy Tirana im. Matki Teresy. W mieście znajduje się stacja kolejowa Tirana.

## Historia
Za datę założenia Tirany uważa się rok 1614. Wtedy to Sulejman Bargjini postawił szereg budowli użyteczności publicznej. W XVII wieku miasto stało się ośrodkiem handlowym, ale tak naprawdę nigdy nie zyskało większego znaczenia gospodarczego.
Tirana stała się stolicą Albanii 8 lutego 1920 roku na mocy decyzji rządu tymczasowego, ustanowionego na kongresie w Lushnji. Miasto liczyło wtedy 17 tysięcy mieszkańców. Od tego momentu rozpoczął się jego rozwój. 8 kwietnia 1939 roku Tirana została, tak jak i reszta kraju, zajęta przez Włochy. Okupacja (od 1943 roku niemiecka) trwała do 17 listopada 1944, kiedy to po zaciekłej walce między wspieranymi przez komunistów mieszkańcami miasta a siłami nazistowskimi miasto zostało wyzwolone. Wkrótce potem w Tiranie powstał komunistyczny rząd, na którego czele stanął Enver Hoxha. Podczas jego rządów w mieście powstało wiele monumentalnych budowli. W 1957 roku w mieście założono pierwszy w Albanii uniwersytet.
Na przełomie lat 80. i 90. przez miasto przetoczyła się fala gwałtownych demonstracji, które ostatecznie doprowadziły do załamania się komunistycznego reżimu w 1991 roku.

## Architektura
- meczet Ethema Beja
- wieża zegarowa
- grobowiec Kaplana Paszy
- Wielki Meczet

## Polonica
- Towarzystwo Fryderyka Chopina w Tiranie
- Towarzystwo Przyjaźni Albańsko-Polskiej w Tiranie[3].

## Współpraca
Miejscowości partnerskie:
| - Ankara, Turcja - Ateny, Grecja - Barcelona, Hiszpania - Bruksela, Belgia - Bukareszt, Rumunia - Bursa, Turcja - Cobourg, Kanada - Doha, Katar - Florencja, Włochy - Genua, Włochy | - Kijów, Ukraina - Madryt, Hiszpania - Marsylia, Francja - Moskwa, Rosja - Paryż, Francja - Pekin, Chińska Republika Ludowa - Podgorica, Czarnogóra - Praga, Czechy - Prisztina, Kosowo - Prizren, Kosowo | - Rzym, Włochy - Saragossa, Hiszpania - Seul, Korea Południowa - Sofia, Bułgaria - Sztokholm, Szwecja - Turyn, Włochy - Ulcinj, Czarnogóra - Wilno, Litwa - Zagrzeb, Chorwacja |

## Galeria

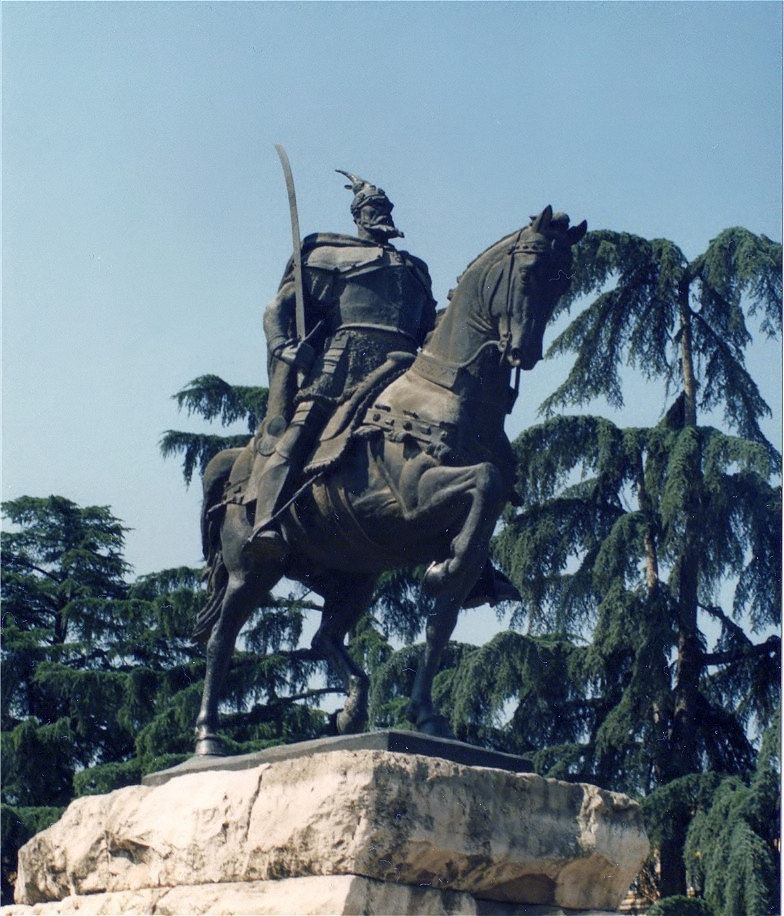
Pomnik Skanderbega w centrum Tirany
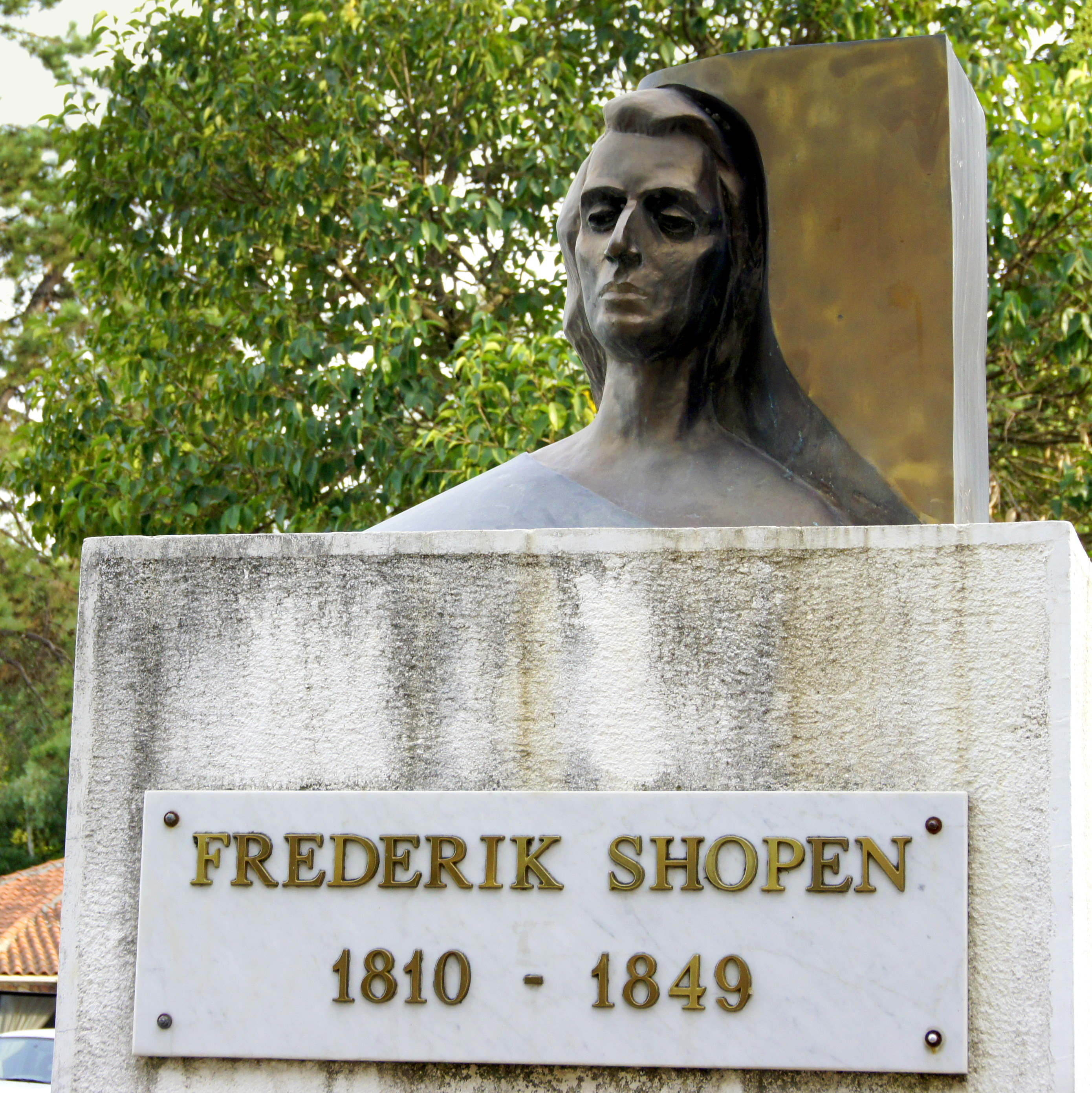
Pomnik Fryderyka Chopina
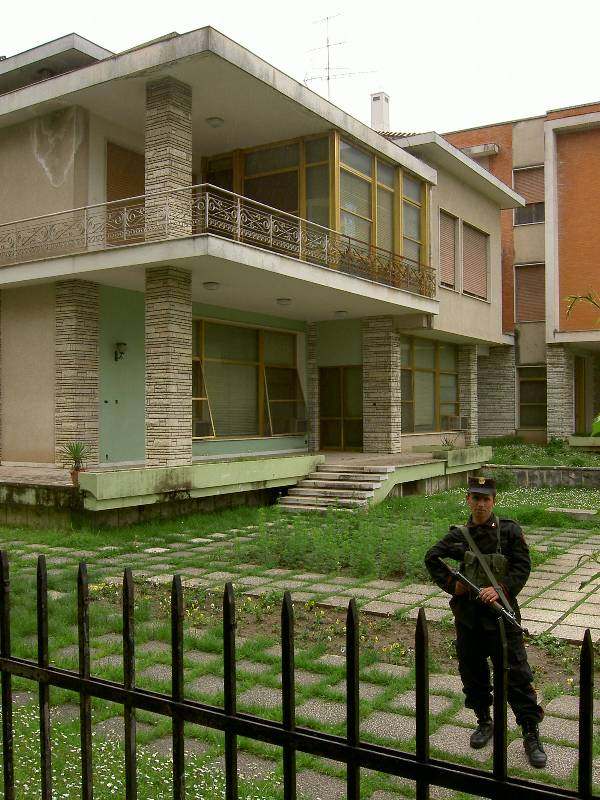
Dom Envera Hodży
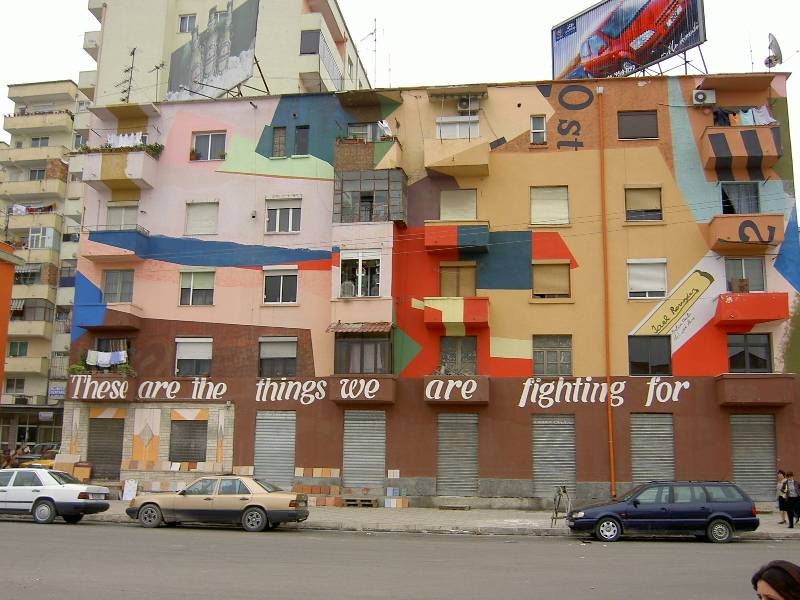
Kolorowe domy w Tiranie
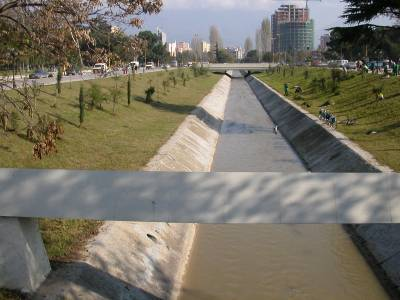
Rzeka Lana w centrum Tirany
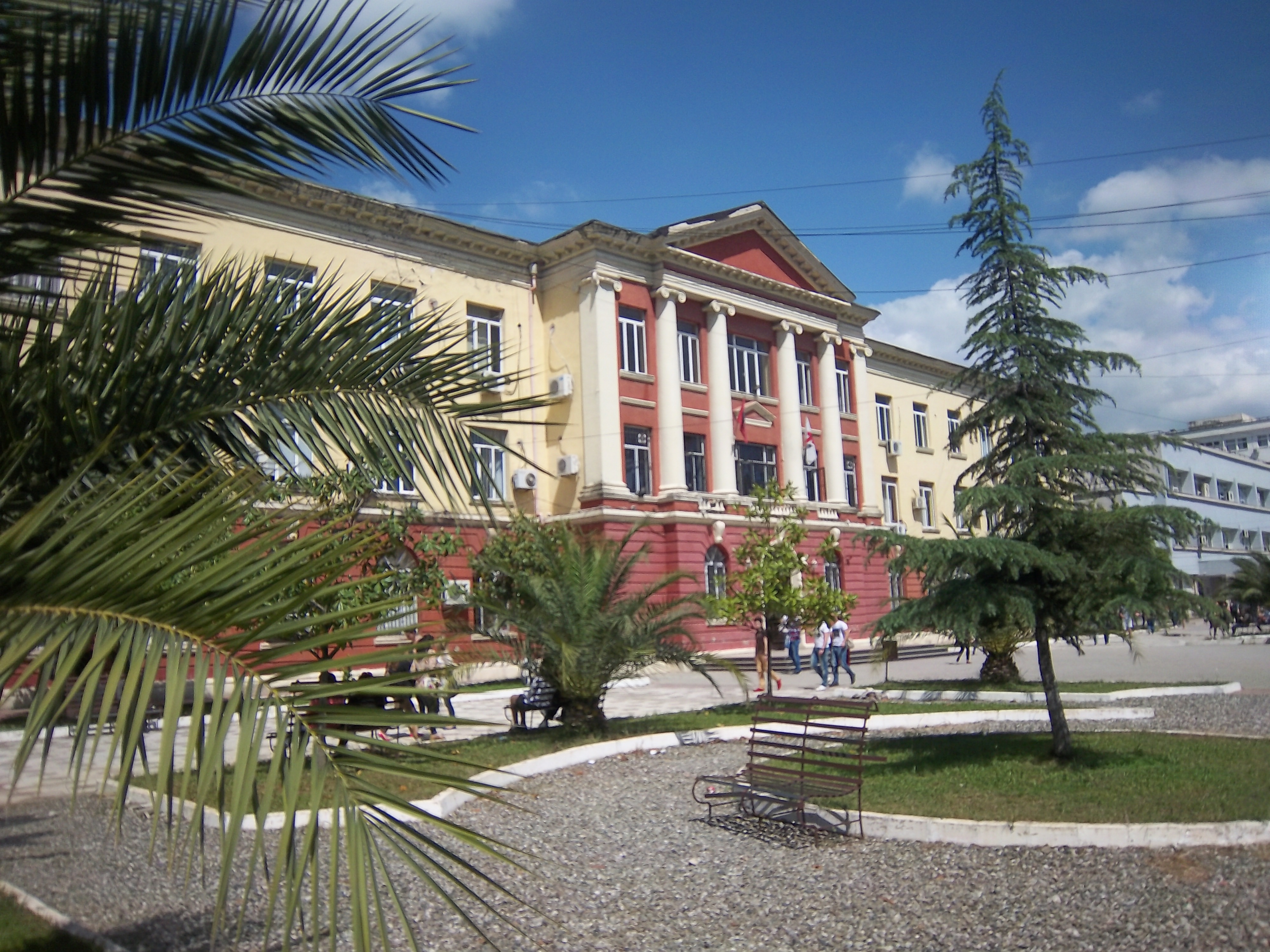
Uniwersytet w Tiranie
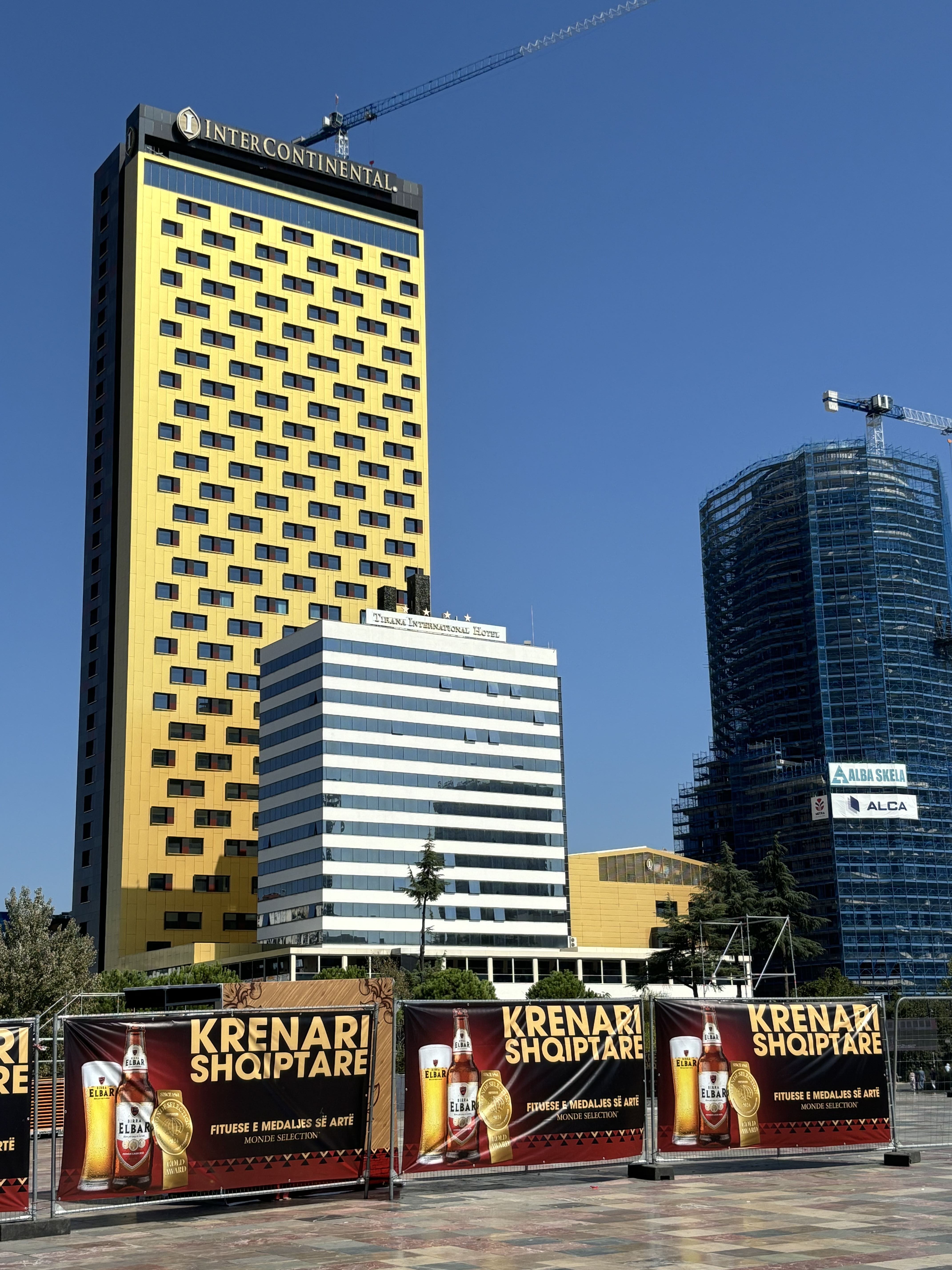
Plac Skanderberga (wrzesień 2024)
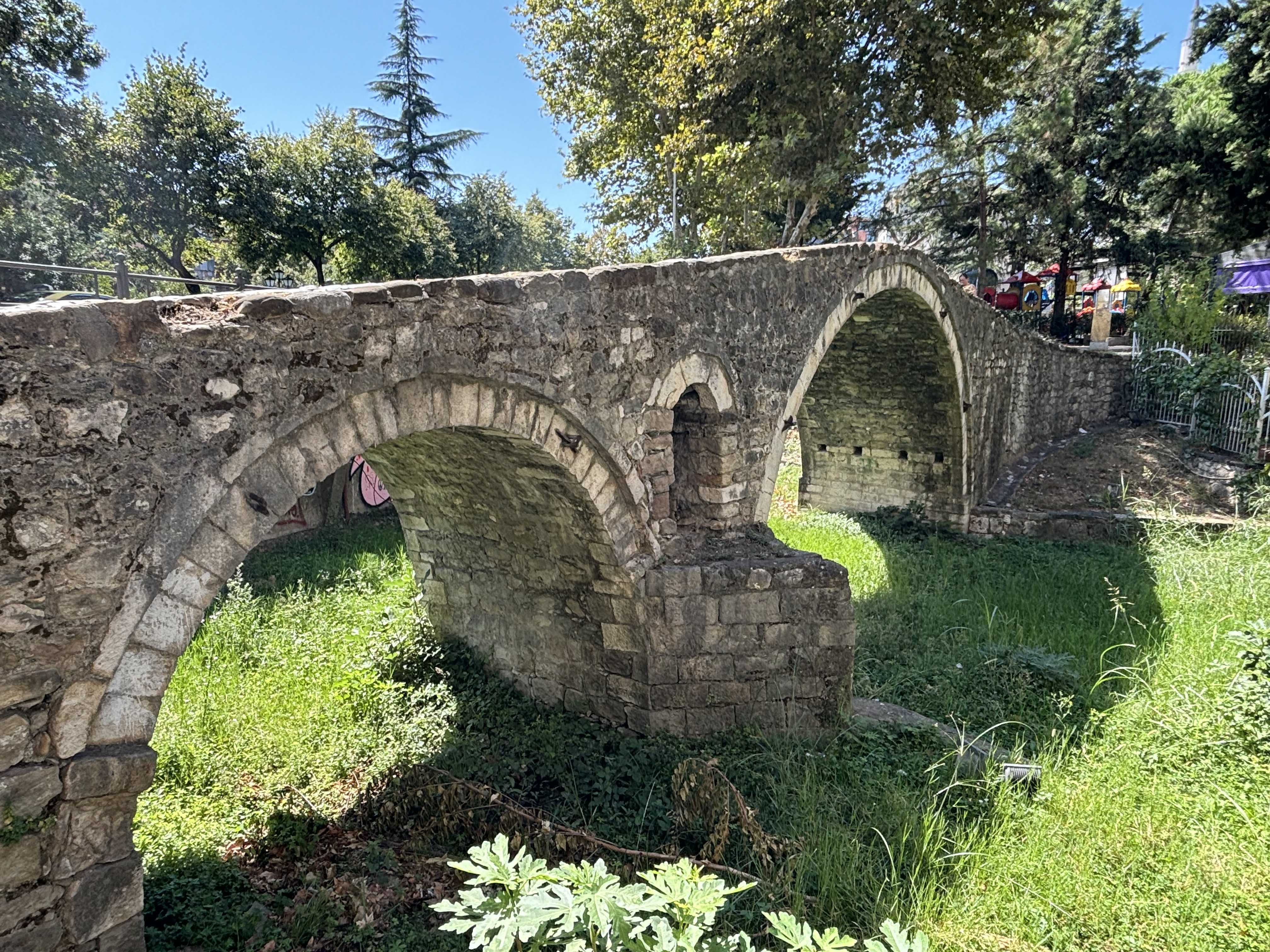
Most Garbarzy (wrzesień 2024)